# Dobrawa Przemyślidka

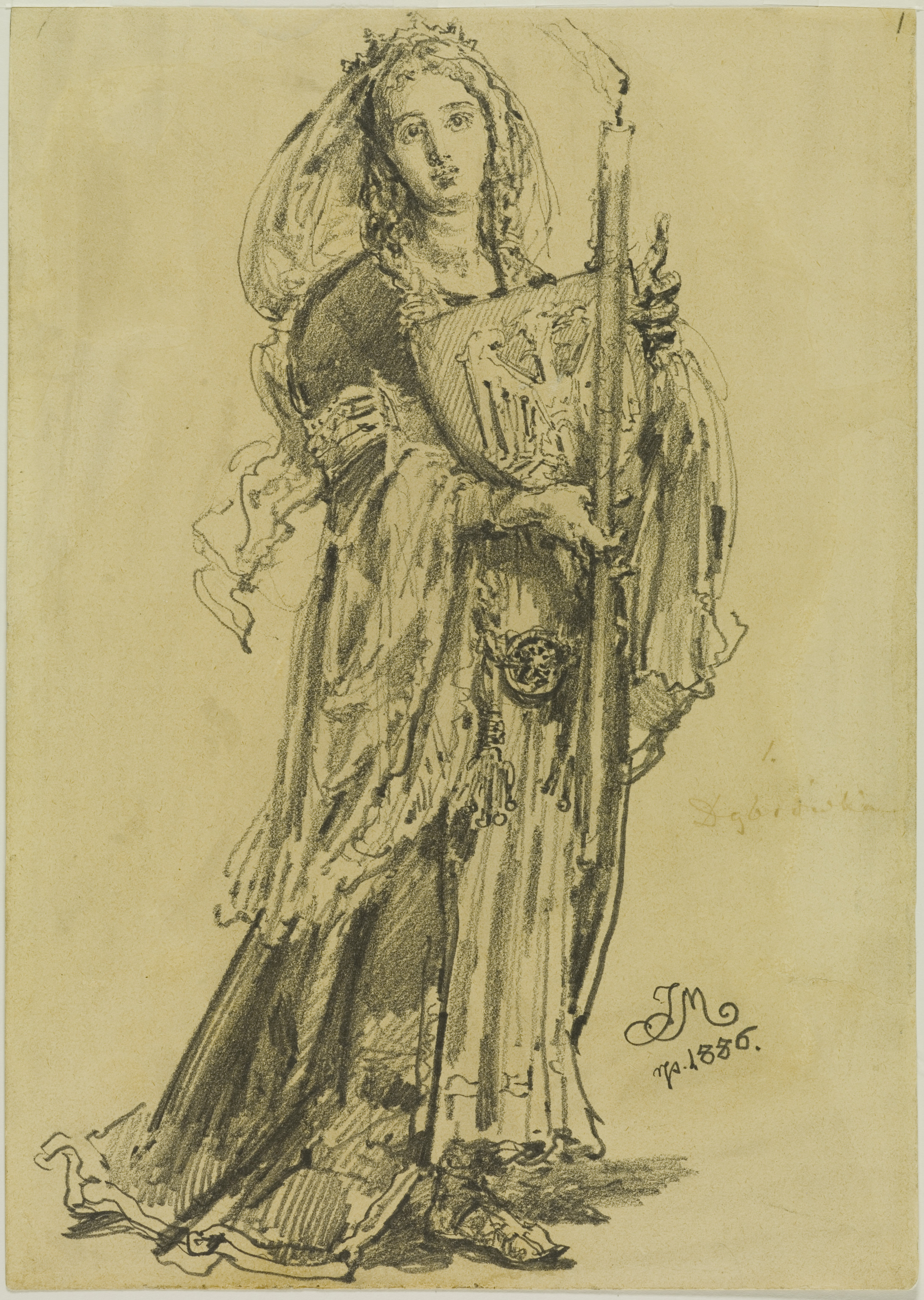
Dobrawa według Jana Matejki (1886)

Dobrawa, Dąbrówka, daw. Dubrawka (cz. Dubrava, Doubravka) (ur. ok. 930, zm. 977) – księżniczka czeska z dynastii Przemyślidów, księżna polska, żona Mieszka I. Córka księcia czeskiego Bolesława I Srogiego i być może jego żony Biagoty. Matka Bolesława I Chrobrego i prawdopodobnie Sygrydy-Gunhildy (Świętosławy).
Według źródeł historycznych (Thietmar z Merseburga, Gall Anonim) odegrała kluczową rolę w decyzji o przyjęciu chrztu przez Mieszka I, pierwszego historycznego władcę Polski. Bywa określana jako „Matka Chrzestna Polaków”.

## Imię Dobrawa
Trudności sprawia określenie pierwotnej formy imienia Dobrawy. W świecie badań historycznych główny antagonizm przebiega na linii pomiędzy formami „Dobrawa” a „Dąbrówka”. Większość historyków opowiedziało się za pierwszą wersją imienia.
Pierwsze z wymienionych imion sankcjonuje się zazwyczaj przekazem kronikarza Thietmara, biskupa merseburskiego, którego źródło na temat tego imienia jest najstarsze. Kronikarz ten zapisał imię Przemyślidki jako „Dobrawa”, po czym wytłumaczył, że wykłada się ono jako „Dobra”. Wspiera się ten pogląd przekazem najstarszych roczników krakowskich, które przekazują formę „Dubrovka”. Zaznaczając, że w tamtym czasie wyjściowe „Du” dla imion słowiańskich było zamienne z „Do” czy „Da”, można wnosić za „Dobrawą”. Za taką a nie inną formą świadczyć też mogą późniejsze zapisy kronikarskie/rocznikarskie mianujące Dobrawę-Dąbrówkę „Dobrochną”, „Dobrawcą”, „Dobrowcą”.
Imię „Dąbrówka” wywodzi się ze źródeł późniejszych. Sankcjonuje się je zazwyczaj na zasadzie dyskredytowania formy „Dobrawa”, które miało być albo zdrobnieniem od Dobrosławy i tym samym imieniem wtórnym/późniejszym, albo pochodzącym ze źródeł niemieckich, nieznających realiów języków słowiańskich i z tego powodu zawodnych. Swoją etymologię imię to bierze z XIII/XIV-wiecznych roczników poznańskich, gdzie widnieje zapis „Dambrowka”. Jest to źródło trzecie z kolei, patrząc podług starszeństwa. Pomimo to przez niektórych uczonych uznane zostało za najlepsze, ponieważ wcześniejsze źródła nie mogły oddać prawdziwego charakteru, w jakim przyjęło się to imię na rdzeniu polskim.

## Życiorys

### Data urodzenia
Nie jest znana data urodzenia Dobrawy. Jedyną wskazówką jest przekaz kronikarza Kosmasa z Pragi, twierdzącego, że Dobrawa w chwili ślubu z Mieszkiem I była kobietą podeszłego wieku. Przekaz ten uchodzi za tendencyjny i mało wiarygodny; niektórzy badacze nazywają go wprost złośliwą amplifikacją. Możliwe, że pisząc o wieku Dobrawy, Kosmas zestawił ją z postacią siostry noszącej imię Mlada. To miałoby dać mu podstawę do określenia Dobrawy jako „starej”. Niewykluczone również, że Kosmas pomylił pierwszą żonę Mieszka z drugą, Odą, która w chwili ślubu miała ok. 19-25 lat, więc na warunki średniowieczne rzeczywiście była stosunkowo zaawansowaną wiekiem panną młodą.
Z przekazu Kosmasa nie można wysnuć żadnych pewniejszych wniosków. W konsekwencji data narodzin żony Mieszka I pozostaje nieznana. Mimo to niektórzy badacze podejmują się pewnych spekulacji, np. Jerzy Strzelczyk przyjął, że w świetle ówczesnych pojęć i zwyczajów matrymonialnych (gdy regułą było wydawanie za mąż dziewcząt kilkunastoletnich) nie była już Dąbrówka pierwszej młodości, to znaczy mogła mieć dwadzieścia lub dwadzieścia kilka lat.

### Pochodzenie i losy do 965
Była córką Bolesława I Srogiego, księcia czeskiego z dynastii Przemyślidów; siostrą Bolesława II Pobożnego, Strachkwasa Chrystiana i Mlady Marii. Według części historyków, jej matką mogła być Biagota, hipotetyczna żona Bolesława Srogiego, znana tylko ze znalezionych monet z jej imieniem.
O jej dzieciństwie i młodości nie zachowały się żadne wiadomości.
Już w 1895 roku Oswald Balzer obalił pogląd, jakoby Dobrawa poślubiła Guntera z Merseburga, margrabiego miśnieńskiego, z którym rozstała się przed 965 rokiem – ich dzieckiem miał być Guncelin. Pogląd ten opierał się na tym, że kronikarz Thietmar czterokrotnie nazwał Guncelina, syna Guntera, bratem Bolesława I Chrobrego, syna Dobrawy. Obecnie badacze sądzą, że albo Guncelin i Bolesław Chrobry byli braćmi ciotecznymi, albo mieli za żony dwie siostry.

### Małżeństwo z Mieszkiem I i rola w chrystianizacji Polski

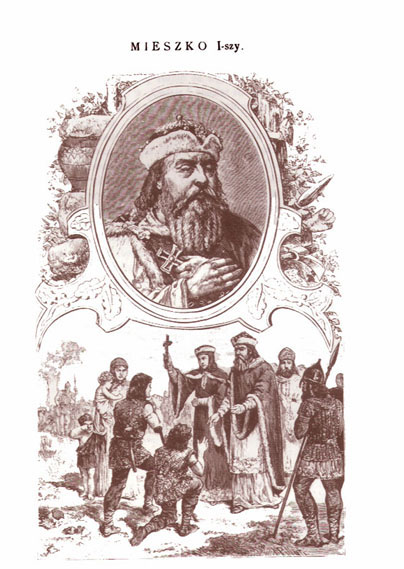
Mieszko i Dobrawa wśród poddanych (ryc. Ksawerego Pillatiego, 1888)

W drugiej połowie 964 roku został zawarty sojusz między Bolesławem I Srogim a Mieszkiem I. W celu utwierdzenia przymierza w 965 roku Dobrawa została wydana za Mieszka I. Między małżonkami istniała różnica wyznania – ona była chrześcijanką, on poganinem.
Dwa niezależne od siebie źródła przypisują Dobrawie istotną rolę w nawróceniu Mieszka I na chrześcijaństwo. Pierwszym jest Kronika Thietmara z Merseburga, urodzonego dwa lata przed śmiercią Dobrawy; niemiecki kronikarz pisał, że czeska księżniczka starała się zdobyć – nawet za cenę łamania postów – wpływ na męża, aby skłonić go do przyjęcia chrześcijaństwa – co jej się w końcu udało.
Z kolei piszący na początku XII wieku Gall Anonim podaje, że Dobrawa przybyła do Polski w otoczeniu dostojników świeckich i duchownych. Miała zgodzić się na ślub z Mieszkiem I pod warunkiem, że ten przyjmie chrzest. Polski książę ochrzcił się i dopiero wtedy mógł poślubić czeską księżniczkę.
Za wiarygodniejszą uchodzi relacja Thietmara, urodzonego w 975 roku; podkreśla się, że obydwa źródła są od siebie niezależne.
Badacze twierdzą, że chrzest Mieszka I był podyktowany korzyściami politycznymi i nie przypisują Dobrawie praktycznie żadnej roli w nawróceniu męża. Zwracają uwagę, że relacja o nawróceniu Mieszka przez Dobrawę wpisywała się w kościelną tradycję nawracania za pośrednictwem kobiet.
Literatura przedmiotu nie odmawia Dobrawie za to pewnej roli w chrystianizacji Polski. W orszaku ślubnym Dobrawy przybyli na ziemie polskie chrześcijańscy duchowni; przypuszcza się, że wśród nich mógł być Jordan, pierwszy polski biskup (od 968).
Tradycja przypisuje Dobrawie założenie kościołów św. Trójcy i św. Wita w Gnieźnie oraz kościoła Panny Marii na Ostrowie Tumskim w Poznaniu.
Małżeństwo Dobrawy i Mieszka utwierdziło sojusz polsko-czeski; utrzymywał się on do śmierci czeskiej księżniczki. We wrześniu 967 w bitwie z Wichmanem i Wolinianami Mieszka I wspomagały czeskie posiłki. Gdy w 973 roku po śmierci cesarza Ottona I Wielkiego doszło w Niemczech do rywalizacji o sukcesję po nim, zarówno mąż Dobrawy, jak i jej brat – Bolesław II Pobożny, książę czeski – popierali tego samego kandydata – bawarskiego księcia Henryka II Kłótnika.

### Potomstwo
Z małżeństwa Dobrawy i Mieszka I pochodzili:
- Bolesław I Chrobry, ur. 967, zm. 17 czerwca 1025, książę i król Polski;
- Świętosława(?) Sygryda, ur. zapewne 968–972, zm. po 1014, żona Eryka Zwycięskiego, króla Szwecji, która po jego śmierci poślubiła Swena Widłobrodego, króla Danii.

Niektórzy badacze przypuszczają, że Dobrawa i Mieszko mieli jeszcze córkę – matkę lub babkę księcia pomorskiego Siemomysła.

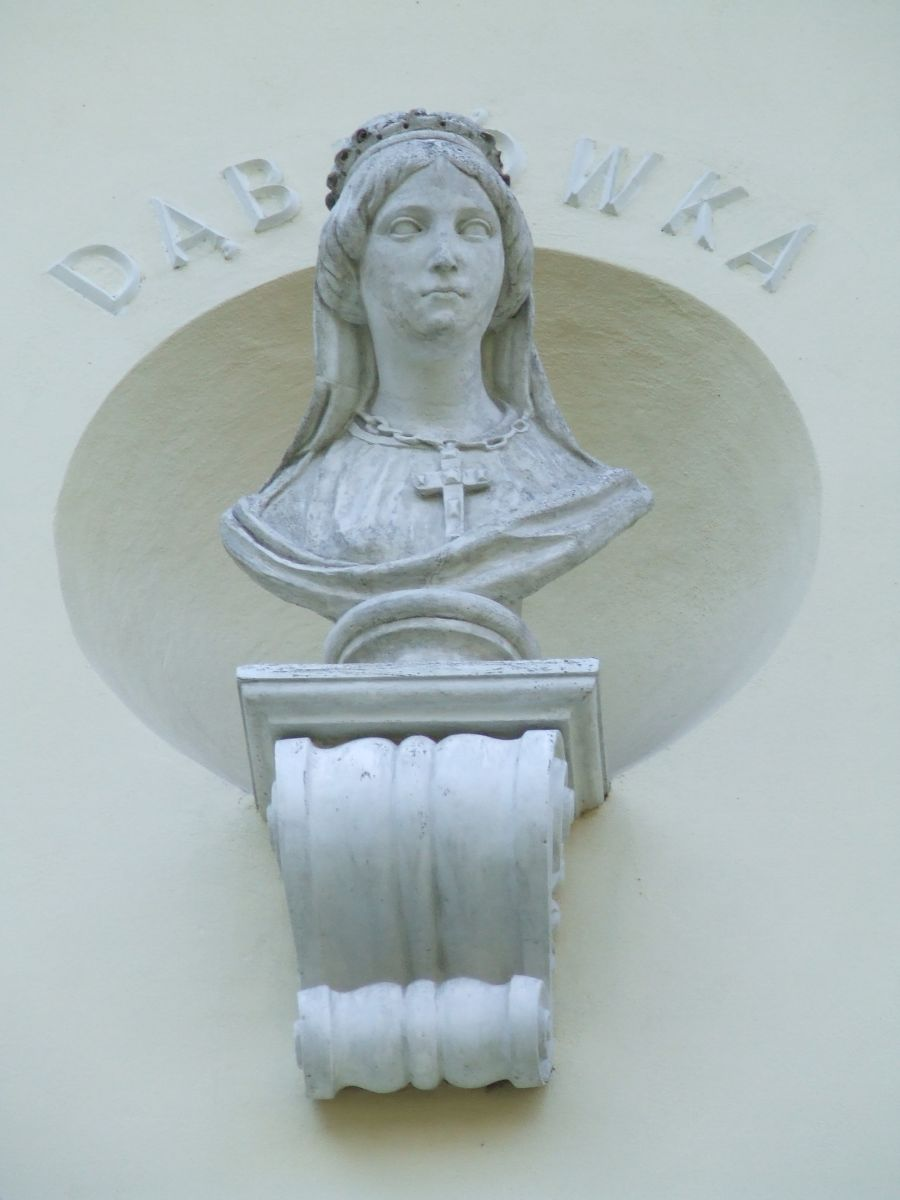
Popiersie na Pałacu Ursynowskim

### Śmierć i miejsce pochowania Dobrawy
Dobrawa zmarła w 977 roku. W wydanej w 1888 roku książce Józef Ignacy Kraszewski pisał, że odkryto grób jej w katedrze gnieźnieńskiej pod głazem oznaczonym tylko prostym krzyżykiem. Żadnych w nim nie znaleziono pamiątek, oprócz zbutwiałych szat koloru fioletowego i purpurowego, a na głowie wazkiej przepaski, złotem przerabianej.
Podobny pogląd o miejscu pochówku Dąbrówki wyraził już wcześniej, w 1843 roku, Edward Raczyński w dziele Wspomnienia Wielkopolski to jest województw poznańskiego, kaliskiego i gnieźnieńskiego. Obecnie miejsce pochowania tej czeskiej księżniczki uchodzi za nieznane, jednak większość naukowców opowiada się za Gnieznem.
Śmierć Dobrawy osłabiła sojusz polsko-czeski; rozpadł się on ostatecznie w połowie lat 80. X wieku.

## Upamiętnienie

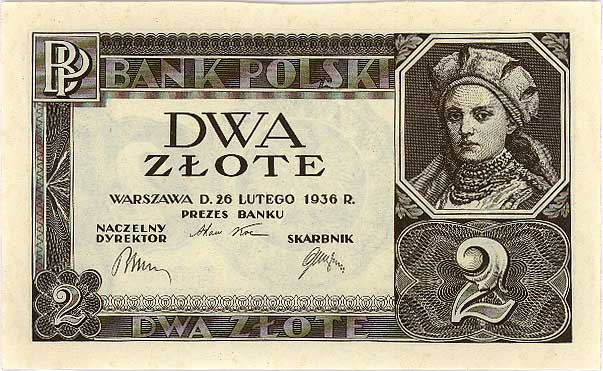
2 złote polskie z wizerunkiem Dobrawy (1936)

Najbardziej znanym ikonograficznym przedstawieniem Dobrawy jest portret autorstwa Jana Matejki.
Wizerunek Dobrawy został umieszczony na dawnym polskim banknocie dwuzłotowym z 1936 roku. Jej postać wraz z Mieszkiem I została również przedstawiona na obiegowej monecie 100-złotowej wyemitowanej w 1966 oraz na 100-złotowej monecie próbnej bitej w 1960 i 1966 roku (obie według projektu J. Gosławskiego). Wizerunek Dobrawy wraz z Mieszkiem I pojawił się również na 20-złotowym banknocie kolekcjonerskim (przednia strona) z 2016 roku w 1050 rocznicę Chrztu Polski wg proj. Krystiana Michalczuka.
Dobrawa pojawia się m.in. w powieściach:
- Lubonie Józefa Ignacego Kraszewskiego (1876),
- Dzikowy skarb Karola Bunscha (1945).
- Bolesław Chrobry 
Antoniego Gołubiewa

W filmie Gniazdo z 1974 roku w reżyserii Jana Rybkowskiego w postać Dobrawy wcieliła się Wanda Neumann.

## Genealogia
| Wratysław I ur. ok. 888 zm. 13 II 921 | Wratysław I ur. ok. 888 zm. 13 II 921 |                                            |                                            | Drahomira ur. 890 (lub 877) zm. 934 (lub 936) | Drahomira ur. 890 (lub 877) zm. 934 (lub 936) |  |  | NN ur. ? zm. ? | NN ur. ? zm. ? |                              |                              | NN ur. ? zm. ? | NN ur. ? zm. ? |
|                                       |                                       |                                            |                                            |                                               |                                               |  |  |                |                |                              |                              |                |                |
|                                       |                                       |                                            |                                            |                                               |                                               |  |  |                |                |                              |                              |                |                |
|                                       |                                       | Bolesław I Srogi ur. po 903 zm. 15 VII 972 | Bolesław I Srogi ur. po 903 zm. 15 VII 972 |                                               |                                               |  |  |                |                | Biagota ? ur. ok. 910? zm. ? | Biagota ? ur. ok. 910? zm. ? |                |                |
|                                       |                                       |                                            |                                            |                                               |                                               |  |  |                |                |                              |                              |                |                |
|                                       |                                       |                                            |                                            |                                               |                                               |  |  |                |                |                              |                              |                |                |
|                                       |                                       |                                            |                                            |                                               |                                               |  |  |                |                |                              |                              |                |                |

|                                           |                                           | Mieszko I ur. w okr. 922–945 zm. 25 V 992 OO 965 | Mieszko I ur. w okr. 922–945 zm. 25 V 992 OO 965 | Dobrawa (ur. ok. 930, zm. 977) | Dobrawa (ur. ok. 930, zm. 977) |  |  |  |  |
|                                           |                                           |                                                  |                                                  |                                |                                |  |  |  |  |
|                                           |                                           |                                                  |                                                  |                                |                                |  |  |  |  |
|                                           |                                           |                                                  |                                                  |                                |                                |  |  |  |  |
| Bolesław I Chrobry ur. 967 zm. 17 VI 1025 | Bolesław I Chrobry ur. 967 zm. 17 VI 1025 | Sygryda Storråda ? ur. 960-972 zm. po 1016       | Sygryda Storråda ? ur. 960-972 zm. po 1016       |                                |                                |  |  |  |  |